# Stolidosoma acutum
Stolidosoma acutum är en tvåvingeart som beskrevs av Robinson 1967. Stolidosoma acutum ingår i släktet Stolidosoma och familjen styltflugor.
Artens utbredningsområde är Costa Rica. Inga underarter finns listade i Catalogue of Life.